# DDS - Die Deutsche Schule
Die DDS – Die Deutsche Schule ist eine erziehungswissenschaftliche Zeitschrift und erscheint viermal jährlich. Sie wird von der Gewerkschaft Erziehung und Wissenschaft (GEW) herausgegeben.

## Ziele
Die Zeitschrift soll zur wissenschaftlichen Fundierung und Orientierung aktueller Diskussionen und Entwicklungen im Bildungswesen beitragen. Die Deutsche Schule sieht sich als Verbindung zwischen Erziehungswissenschaftlern, die sich theoretisch und konzeptionell sowie in der Forschung und Ausbildung mit dem Bildungswesen befassen, und jenen, die in der Praxis der Bildungsinstitutionen, besonders in Leitungspositionen, arbeiten und/oder politisch und administrativ auf allen Ebenen verantwortlich sind. Sie sieht sich den Grundsätzen der Bildungsgerechtigkeit und Chancengleichheit verpflichtet.
Die DDS – Die Deutsche Schule soll wissenschaftliche Erkenntnisse aufbereiten und vermitteln, die die demokratische Entwicklung und Qualität der Bildungseinrichtungen und Bildungsprozesse befördern können und zur Weiterentwicklung der pädagogischen Professionen beitragen. Dies schließt auch grundlegende und bildungshistorische Texte ein. 

## Inhalte
Jede Ausgabe umfasst in der Regel einen thematischen Schwerpunkt sowie weitere Beiträge aus Wissenschaft, Bildungspolitik und pädagogischer Praxis, Hinweise auf Forschungsprojekte und Reformansätze sowie Rezensionen und Tagungsberichte. 
Die einzelnen Artikel der DDS - Die Deutsche Schule enthalten eine deutsche Zusammenfassung und einen englischen Abstract. 
Alle Fachartikel durchlaufen eine externe Begutachtung im Doppelblindverfahren durch ehrenamtlich tätige Gutachter. 

## Organe
Geschäftsführer der DDS – Die Deutsche Schule ist Martin Heinrich mit Sitz an der Leibniz Universität Hannover/Institut für Erziehungswissenschaft.  Die Redaktion wird geleitet von der Geschäftsführenden Redakteurin Isabell van Ackeren.  Der Wissenschaftliche Beirat wird von der Herausgeberin berufen und begleitet, bewertet und berät die Redaktion. 

## Geschichte
Erstmals erschien die DDS – Die Deutsche Schule 1908/1909 im Verlag Julius Klinkhardt für den Deutschen Lehrerverein. Lange Jahre war Carl Pretzel, der Vater von Sebastian Haffner, der Schriftleiter. Unter dem Nationalsozialisten Kurt Higelke wurde sie ideologisch gleichgeschaltet. Nach 1945 beim Juventa Verlag. Seit 2009 (Jahrgang 101) erscheint die „DDS – Die Deutsche Schule“ in dem Wissenschaftsverlag Waxmann.